# Malia (canoë)
Pour les articles homonymes, voir Malia (homonymie).
Mālia est un canoë de course en bois de style hawaïen fabriqué par James Takeo Yamasaki. Le canoë est taillé en 1933 dans du bois de koa blond à Kailua-Kona à Hawaï. Sa coque en bois sert de modèle fondateur pour toutes les coques de pirogue à balancier ultérieures, y compris celles moulées plus tard en fibre de verre. Le canoéiste de course hawaïen Tommy Holmes indique que Malia « reste un prototype de canoës pour la course contemporaine [et] est parmi les premiers canoës construits exclusivement pour ce sport ». Le canoë est inscrit au registre national des lieux historiques en 1993.

## Arrière-plan
Les courses de pirogues à balancier sont devenues populaires à Hawai au début des années 1900. Le prince Jonah Kūhiō Kalaniana'ole (en) est l'un des premiers aficionados et commande le premier canoë spécialement construit pour la course, le ʻAʻa en 1902. Malgré un poids de 620 kg, il remporte de nombreuses courses. Les canoës plus légers et plus profilés continuent à évoluer au cours des décennies suivantes, à mesure que les modèles de canoës de pêche sont adaptés à des fins de course.

## Conception
Mālia mesure environ 12 mètres et pèse 181 kg. Le canoë est conçu par James Takeo Yamasaki, il est le point culminant d'une évolution de la conception des canoës de course en bois, et il établit le modèle des canoës de course à balancier fabriqués à partir de matériaux plus récents et plus légers. Le nom hawaïen original Mālie fait référence aux eaux relativement calmes de la côte de Kona de la Grande Île, le site où le canoë est fabriqué. L'Outrigger Canoe Club achète le Mālia original en 1940, et le Waikiki Surf Club l'acquiert en 1948, le gardant en service jusqu'en 1988. De 1950 à 1951, la conception du Malia est modifiée par Froiseth, Downing et Choy. En 1959, le Mālia original remporte la première course de pirogues à balancier vers l'île Catalina en Californie. Après la course, le Malia a un impact significatif sur le développement historique du canoë de course. Selon Tommy Holmes :
« La première course de Catalina à Newport, en 1959, a été marquée par le piratage présumé d'une empreinte en fibre de verre du Malia. Cette coque, qui aurait été prise sans autorisation alors que le Malia attendait d'être expédié à Hawaii, a ensuite été transformée en moule. D'autres moules ont été fabriqués à partir de ce moule et des coques qui en sont issues. La majorité des canoës en fibre de verre utilisés aujourd'hui à Hawaï et en Californie ont été fabriqués à partir de ces moules. C'est ainsi que le Malia a engendré par inadvertance une noble flotte de canoës en fibre de verre et en résine. ».
En 1960, un modèle californien en fibre de verre du Mālia participe à la course annuelle à travers le canal Molokai jusqu'à Oahu, conduisant à une division distincte pour les canoës en fibre de verre de style Malia entre 1960 et 1978. En 1981, les modèles du Mālia commencent à se répandre en Australie, en Grande-Bretagne, au Canada, au Japon, aux Samoa et sur les rives de l'océan Atlantique, de la côte du Golfe et des Grands Lacs à travers les États-Unis.

## Utilisation et importance
Le terme canoë Malia fait désormais référence à une classe de pirogues à balancier de style hawaïen qui suivent la conception du Mālia original, même lorsqu'elles sont fabriquées en fibre de verre. Cependant, tout club de pirogue à balancier sérieux vise à acquérir au moins un Mālia fabriqué à partir de bois de koa et d’autres matériaux traditionnels,,,,.

## Lectures complémentaires
- John R. K. Clark, Hawaiʻi Place Names: Shores, Beaches, and Surf Sites, University of Hawaii Press, 2001 (ISBN 0-8248-2451-2)
- Tommy Holmes, The Hawaiian Canoe, Second, 1993 (1re éd. 1981) (ISBN 0-915013-15-0)
- Paul McHugh, « Polynesia's Past Shows Up on Bay. Outrigger canoe clubs paddle to ancient rhythms », San Francisco Chronicle,‎ 20 novembre 1997